# بهرام‌آباد (رودبار)
بهرام آباد روستایی است در استان قزوین است. مردمش همچون دیگر روستاهای الموت به زبان تاتی تکلم می‌کنند. به گفته محققین تات در زبان اهالی گیلان به معنی بومی، روستایی و یکجانشین می‌باشد و منظور از تات همان قوم گیلک است و منظور از زبان تاتی همان زبان گیلکی می‌باشد.
بهرام آباد در طول جغرافیایی ۵۰٫۱۷۹ درجه شرقی و عرض ۳۶٫۵۹۴ درجه شمالی قرار دارد و دارای ۹۵۲ متر ارتفاع از سطح دریا است. بهرام آباد در فاصله ۴۳ کیلومتری شمال شرق قزوین و در کنار رود شاهرود قرار گرفته‌است. از شمال شرق با روستای سالارکیا، از شرق با رازمیان و روستای شهرستان علیا، از جنوب شرق با روستای تاجدره، از جنوب با روستای فلار، از جنوب غرب با روستای انگورازوج و از شمال غرب با روستای دهدوشاب همسایه‌است و وسعت آن ۴۰۷ هکتار است.
جمعیت بهرام آباد همچون سایر روستاهای مناطق رودبار الموت شرقی و غربی در گذر زمان به‌طور چشمگیری کاهش یافته و در حال حاضر جمعیت ثابت آن به کمتر از ۵۰ خانوار رسیده‌است. شغل اغلب مردم آن کشاورزی و دامداری است.

## مسیر دسترسی
1. از طریق قزوین-باراجین و جاده بهرام آباد (آسفالته ۴۳ کیلومتر)
2. از طریق قزوین-جاده الموت-رجایی دشت-رازمیان- (آسفالته ۸۰ کیلومتر)
3. از طریق قزوین -جاده اسماعیل‌آباد-دستجردسفلی (راه شوسه ۷۰ کیلومتر)

## جاذبه‌های طبیعی و تاریخی
مجاور بودن با رود شاهرود سبب شده علاوه بر وجود چشم‌اندازهای طبیعی زیبا، بخش قابل توجهی از اراضی نیز زیر پوشش محصولات زراعی و باغی قرار گیرد. ارتباط بیشتر روستاهای منطقه رودبارالموت غربی به واسطه پل بهرام آباد که بر روی شاهرود قرار دارد برقرار می‌باشد.
«تپه باستانی کوشک» در پنج کیلومتری شمال غربی بهرام آباد و در کنار رود شاهرود قرار گرفته‌است. تپه کوشک دارای دو ورودی، یکی از سمت شمال و دیگری سمت شرق می‌باشد. پس از ورود از بخش شمالی سه اتاق وجود دارد که ورودی آن‌ها منحنی شکل می‌باشد. جنس دیوارهای تپه از سنگ و ساروج است. قدمت دقیق این تپه باستانی مشخص نیست، ولی وجود تکه‌های سفال شکسته شده و دیوارهای اطراف تپه گویای این حقیقت است که روزگاری مردمانی در آن می‌زیسته‌اند.

«درهٔ تنگ» دره در چهار کیلومتری غرب بهرام آباد قرار گرفته‌است. در اطراف این دره چندین چشمه وجود دارد و این امر باعث به وجود آمدن منطقه‌ای سرسبز در نزدیکی آن شده‌است، اما آنچه که در تنگ دره خود را بیشتر نمایان می‌کند، وجود حفره‌هایی کاملا˝ طبیعی همچون ردپای اسب، محل نشیمن و تکیه گاه و محل قرار گرفتن عصا است.
دیگر اثر طبیعی در یک کیلومتری غرب بهرام آباد درخت چنارکهنسال است که نزد مردمان به «امام درخت» شهرت یافته‌است. قطر این چنارکهنسال ۲ متر می‌باشد و تقریبا˝ نیمی از درخت در گذر زمان از بین رفته‌است. برخی از مردم عقیده دارند یکی از بزرگان دینی در کنار این درخت آرمیده‌است. در دشت کنار این درخت هر ساله مراسم دعای زیارت عاشورا و عزاداری برگزار می‌شود.

از دیگر جاذبه‌های طبیعی و تاریخی بهرام آباد می‌توان به میل چان، حمام قدیمی، کُله رود، چشمه چنارک، چشمه زرین گیس، تپه اسب تاز، گورستان قدیمی، باغستان‌ها و شالیزارها اشاره نمود.

## پوشش گیاهی وجانوری
بخش‌های وسیعی از اراضی بهرام آباد زیر پوشش انواع محصولات باغی و زراعی قرار دارد. مهم‌ترین محصولات زراعی بهرام آباد عبارتند از برنج، گندم و جو. قرار داشتن بهرام آباد در کنار رود شاهرود و وجود پمپاژ برای فرستادن آب به مناطق مرتفع موجب شده در حدود ۱۰۰ هکتار از اراضی زیر پوشش محصولات باغی قرار گیرد.

ارتفاعات بهرام آباد زیستگاه حیوانات وحشی چون پلنگ، بزکوهی، گرگ، کفتار، گراز، روباه، شغال، جوجه تیغی و انواع خزندگان است.